# Phidippus cerberus
Phidippus cerberus là một loài nhện trong họ Salticidae.
Loài này thuộc chi Phidippus. Phidippus cerberus được Edwards miêu tả năm 2004.